# František Krajčír
František Krajčír (12. června 1913 Vídeň – 16. května 1986 Praha) byl český a československý politik Komunistické strany Československa, ministr vlád Československa, diplomat a poslanec Ústavodárného Národního shromáždění, Národního shromáždění ČSR, Národního shromáždění ČSSR, Sněmovny lidu Federálního shromáždění.

## Biografie
Pocházel z rodiny českého řeznického mistra žijícího ve Vídni. Díky zprostředkování vídeňského spolku České srdce v roce 1936 přijel z Vídně do Prahy a začal pracovat v nakladatelství a knihkupectví V. Neubert a synové. Vydal ve své době nejúplnější bibliografii děl Tomáše Garrigue Masaryka. V roce 1937 založil se svou manželkou knihkupectví v Hořicích. Za války se zapojil do domácího odboje a podporoval komunistické ilegální hnutí. Účastnil se květnového povstání 1945 a stal se předsedou místního národního výboru. Ve volbách 1946 byl zvolen poslancem za KSČ.
V letech 1947–1948 zastával funkci předsedy Ústředního svazu obchodu. Byl členem několika československých vlád. V druhé vládě Klementa Gottwalda, vládě Antonína Zápotockého a Viliama Širokého a v druhé vládě Viliama Širokého byl v letech 1948–1959 ministrem vnitřního obchodu. V druhé vládě Viliama Širokého pak roku 1959 přešel na post ministra zahraničního obchodu a zastával ho do roku 1963 i v třetí vládě Viliama Širokého, v níž pak od roku 1963 působil jako místopředseda vlády, přičemž tuto pozici zastával i ve vládě Jozefa Lenárta až do roku 1968. V 70. letech 20. století pak působil v diplomacii. V letech 1969–1971 byl velvyslancem ČSSR v NDR a v letech 1971–1978 prvním náměstkem ministra zahraničních věcí ČSSR, do jehož kompetence spadaly „prověrky“ postojů československých diplomatů z konce 60. let. V roce 1978 byl v této funkci vystřídán Jaroslavem Knížkou a poté odešel do penze.
Po desítky let zasedal v nejvyšších zákonodárných sborech Československa. V parlamentních volbách v roce 1946 byl zvolen poslancem Ústavodárného Národního shromáždění za KSČ. V parlamentu setrval do konce funkčního období, tedy do voleb do Národního shromáždění roku 1948, v nichž byl zvolen do Národního shromáždění za KSČ ve volebním kraji Hradec Králové. Mandát získal i ve volbách roku 1954, volbách roku 1960 (po nich poslancem Národního shromáždění ČSSR) a volbách roku 1964. Zde setrval do roku 1968 a po federalizaci Československa se stal poslancem Sněmovny lidu Federálního shromáždění, kde zasedal do konce funkčního období v roce 1971. K roku 1954 se profesně uvádí jako ministr vnitřního obchodu.
Zastával i stranické posty. VIII. sjezd KSČ ho zvolil členem Ústředního výboru Komunistické strany Československa. Ve funkci ho potvrdil IX. sjezd KSČ, X. sjezd KSČ, XI. sjezd KSČ, XII. sjezd KSČ, XIII. sjezd KSČ, XIV. sjezd KSČ a XV. sjezd KSČ. V roce 1963 mu byl udělen Řád práce, roku 1973 Řád Vítězného února a roku 1978 Řád republiky.